# ادیور، سالم
ادیور، سالم (به انگلیسی: Adaiyur, Salem) در هند است که در تامیل نادو واقع شده‌است.

## خصوصیات
ادیور ۳٬۵۶۷ نفر جمعیت دارد.